# Двадцать четыре (игра)
Двадцать четыре — это китайская арифметическая карточная игра, цель которой — найти такое использование четырёх целых чисел, чтобы результат равнялся 24.
При этом можно использовать сложение, вычитание, умножение и деление, а также некоторые другие операции.  Например, для карты с числами 4, 7, 8, 8 возможным решением будет (7-(8/8))*4=24.
В игру играли в Шанхае с 1960-х годов, используя обычную колоду карт.

## Оригинальная версия
Первоначально в 24 играли обычной колодой карт (без валетов, дам и королей), в которой тузы считаются единицами. Сдаются четыре карты. Для победы игрок должен получить число 24 используя разрешённые операции (такие как сложение, вычитание, умножение, деление и скобки). Иногда разрешаются операции возведения в степень, извлечение корня, логарифмирование и др.
В коротком варианте игры, если сдача выиграна, карты переходят выигравшему игроку. Если все сдаются (не могут получить число 24), карты в колоде тасуются. Игра заканчивается когда колода исчерпывается. Игрок, имеющий большее число карт, считается победителем.
В долгом варианте игры карты сдаются четырём игрокам, каждый из которых выкладывает по карте. Игрок, не решивший задачу, или решивший последним, выбирает одного из трёх решивших, чтобы тот назвал решение. Если решение верное, проигравший забирает четыре карты из колоды решившего задачу. Выигрывает тот, у кого не остаётся карт.
Существуют и другие варианты игры, как, например, вариант, где в колоду входят валеты, дамы и короли с номиналами 11, 12 и 13 соответственно.

## Стратегия
Необходимыми навыками для успешной игры являются умственные расчеты и быстрое мышление, карандаш и бумага замедляют игру и обычно на время игры не допускаются. 
Имеется {\displaystyle {\tbinom {4+13-1}{4}}=1820} «раскладов» из четырёх карт для стандартной колоды из 52 карт. В некоторых случаях получить 24 невозможно, например при раскладе 1, 1, 1, 1. Также для некоторых раскладов существует несколько решений.